# Вінс Флінн
Вінс Флінн (англ. Vince Flynn; 6 квітня 1966, Сент-Пол — 19 червня 2013, там же) — американський письменник. Насамперед відомий як автор гостросюжетної книжкової серії про Мітча Раппа, борця з тероризмом. Також займав посаду креативного консультанта під час зйомок п'ятого сезону телесеріалу «24». Помер 19 червня 2013 року, після трьох років боротьби з раком простати.

## Біографія
Народився 6 квітня 1966 року у Сент-Полі, Міннесота, США. Один із семи дітей Террі та Кетлін Фліннів. Закінчив Академію св. Томаса (1984) та Університет св. Томаса (1989). Після вишу, працював на «Kraft Foods», де займав посаду маркетингового спеціаліста, який спеціалізувався на обліку та збуту. 1991 року вирішив пов'язати своє життя з професією льотчика в Корпусі морської піхоти США, однак за тиждень до переходу до Школи офіцерської підготовки його визнали медично непридатним для проходження програми морської авіації.
Щоб подолати труднощі, що пов'язані з його дислексією, Флінн змушував себе щоденно писати і читати. Читання, зокрема, спонукало його до написання власного роману. На його творчу діяльність вплинули такі автори: Том Кленсі, Ернест Хемінгуей, Джон Ірвінг, Роберт Ладлам, Дж. Р. Р. Толкін та Гор Відал. Працюючи барменом, Флінн написав свою дебютну книгу — «Довгострокові обмеження», яку видав власними зусиллями. «Я тільки-но закінчив читати „Урядовий рекет: Вашингтонське сміття від А до Я“ Мартіна Л. Гросса. Це без сумніву найбентежніша та найінформативніша книга про політику, яку мені випало прочитати. Під час одної з пробіжок я подумав, що слід зробити, аби дійсно змінити Вашингтон. Я згадав про друга, якого застрелили у Вашингтоні декілька років тому. Біжучи, історія почала розгортатися сама собою».
1998 року видавництво «Покет Букс» опублікувало роман «Довгострокові обмеження» у твердій палітурці, а 1999 року світ побачило видання з м'якою обкладинкою. Протягом декількох тижнів роман перебував у списку бестселерів за версією «Нью-Йорк Таймз». Його наступні романи — «Передача влади» (1999), «Третя опція» (2000) та «Розподіл влади» (2001) — також потрапили до списку «Нью-Йорк Таймз», а роман «Розподіл влади» навіть посів сьому сходинку.
У травні 2003 року у видавництві «Атрія Букс» вийшов його п'ятий роман — «Виконавча влада», 2004 року — «День пам'яті», 2005 року — «Згода на вбивство», 2006 року — «Акт зради», 2007 року — «Захищати та відстоювати», 2008 року — «Крайні заходи», 2009 року — «Погоня за честю», 2010 року — «Американський вбивця», 2012 року — романи «Убивчий постріл» та «Останній чоловік». Усі романи Флінна, окрім першого, поєднані спільним персонажем — Мітчем Раппом, агентом ЦРУ, що спеціалізується на захисті США від терористичних атак. Після смерті письменника книжкову серію продовжив Кайл Міллс.
1 лютого 2011 року Флінн повідомив, що у нього виявили третю стадію раку простати. Помер 19 червня 2013 року у Сент-Полі в оточенні сім'ї та друзів.

## Переклади українською
- Вінс Флінн. Американський убивця. — К. : BookChef, 2018. — 544 с. — ISBN 978-617-7559-23-7.

## Екранізації
- 2017 — «Американський убивця».